# Zaprionus vrydaghi
Zaprionus vrydaghi är en tvåvingeart som beskrevs av Collart 1937. Zaprionus vrydaghi ingår i släktet Zaprionus och familjen daggflugor. Inga underarter finns listade i Catalogue of Life.